# ČZ vz. 38
La vz. 38 es una pistola semiautomática checa fabricada desde 1939 hasta 1945. El cañón está sujeto al armazón por una bisagra, haciendo fácil su desarme

Nunca fue utilizada por el ejército checo. Muchas vz. 38 fueron modificadas para tener un seguro manual, y se exportaron a Bulgaria antes de la ocupación alemana. Las pistolas estuvieron en servicio en fuerzas de seguridad alemanas. Siguió en producción hasta 1945. 
- Datos: Q1475952
- Multimedia: CZ 38 / Q1475952